# Giuseppe Pizza
Giuseppe Pizza, né le 21 décembre 1947 à Sant'Eufemia d'Aspromonte, est une personnalité politique italienne, leader de la nouvelle Démocratie chrétienne et secrétaire d'État dans le gouvernement Silvio Berlusconi IV, depuis le 12 mai 2008.